# Cina Lawson

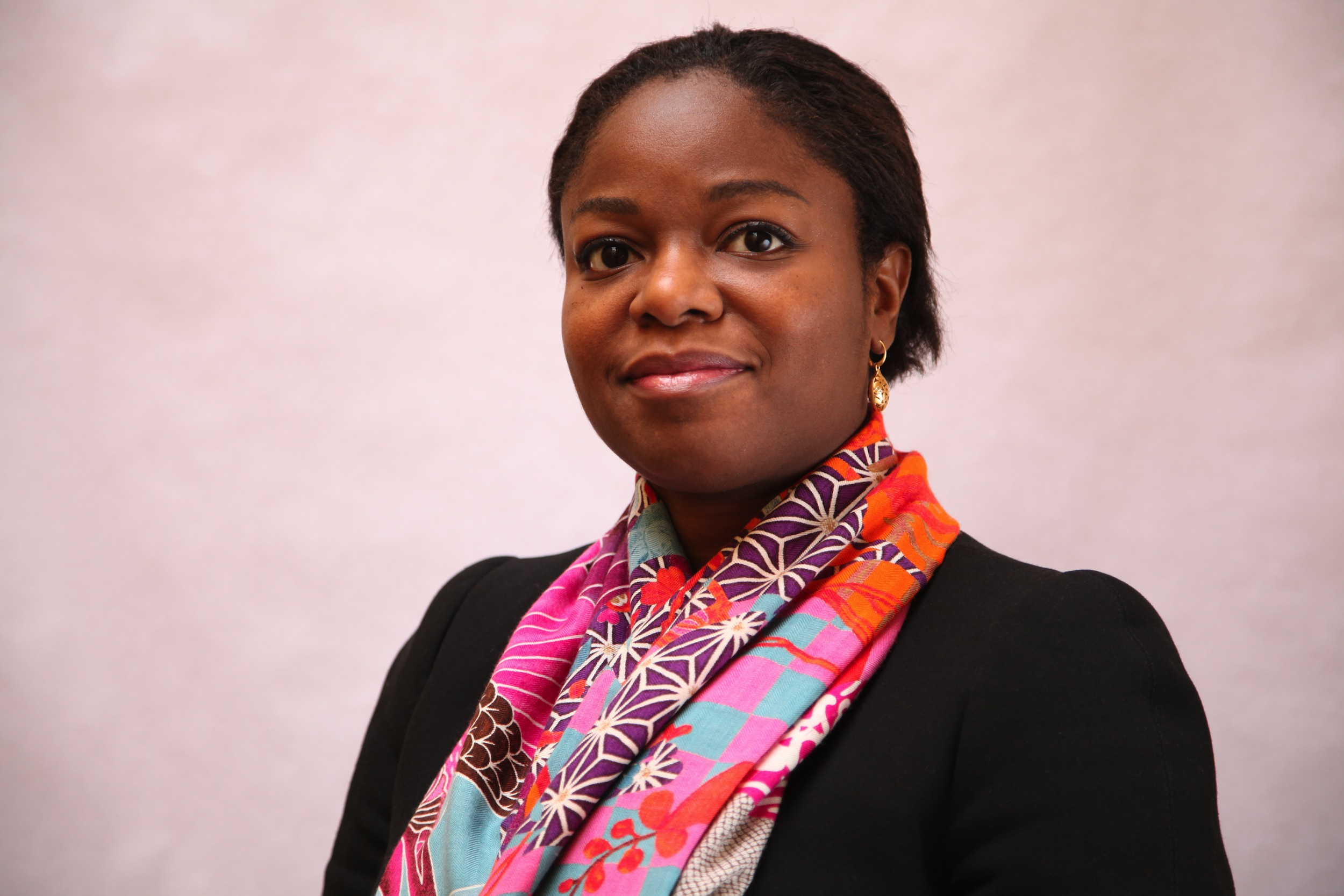
Cina Lawson (2012)

Cina Lawson (* 1973 in Togo) ist eine togoische Wirtschaftswissenschaftlerin und Politikerin. Lawson ist derzeit Ministerin für Post und digitale Wirtschaft im Kabinett des Premierministers Komi Sélom Klassou, wie bereits in den Kabinetten von Gilbert Houngbo (2010–2012) sowie in beiden Kabinetten Kwesi Ahoomey-Zunus (2012–2015).

## Leben
Cina Lawson wurde 1973 in Togo geboren. Nach ihrer Schulausbildung besuchte sie von 1994 bis 1996 das Institut d’études politiques de Paris (Sciences Po), dort absolvierte sie ein Studium im Bereich Wirtschaft und Finanzen. Ein Jahr später absolvierte einen Diplôme d’études approfondies-Abschluss in angewandten Wirtschaftswissenschaften. Sie machte zudem einen Master-Abschluss an der John F. Kennedy School of Government der Harvard-Universität.
Nach ihrer akademische Ausbildung wechselte Lawson zunächst zur Weltbank in Washington, DC; dort war sie von 1998 bis 2000 im Bereich der Regulierungreformen für Telekommunikationsmärkte in Entwicklungsländern tätig. Anschließend war sie bei Alcatel-Lucent in Paris tätig. Von 2005 bis 2010 arbeitete Lawson als Managerin für Unternehmensstrategie und Geschäftsentwicklung bei Orange Business Services in New York.
Am 28. Mai 2010 wurde Lawson ins Kabinett des togoischen Premierminister Gilbert Houngbo berufen, sie leitete das Ressort für Post und Telekommunikation. Sie verblieb auch nach dem Rücktritt Houngbos im Juli 2012 unter dem neuen Premierminister Kwesi Ahoomey-Zunu im Amt. Ahoomey-Zunu berief Lawson auch in seine zweite Regierung, in der sie das Ressort für Post und digitale Wirtschaft leitete. Nach der Ernennung von Komi Sélom Klassou zum Premierminister behielt sie ebenfalls das Ressort.
Das Weltwirtschaftsforum benannte Lawson im März 2012 als eine der „Young Global Leader“.